# Mikael Parkvall
Olof Mikael Parkvall, född 16 juli 1971, är en svensk språkvetare (lingvist).
Mikael Parkvall blev intresserad av franska när han började på Stockholms universitet 1990. Intresset utvecklade sig till pidginspråk och deras eventuella utveckling till kreolspråk. Han är lärare och forskare vid institutionen för lingvistik på Stockholms universitet.